# Lionne de Guennol
La Lionne de Guennol est une petite figurine sculptée de 8,3 centimètres de haut en pierre de magnésite représentant un personnage anthropomorphe mi-femme mi-lionne datant de la fin du IVe millénaire ou début du IIIe millénaire av. J.-C.

## Histoire
Cette œuvre date de la période proto-élamite (vers 3300-2800 av. J.-C.), qui a vu l'épanouissement d'un art représentant couramment des animaux dans des postures humaines, très attesté par la glyptique, mais peu par la sculpture, ce qui fait la grande originalité de cette statuette.
Découverte près de Bagdad à une époque indéterminée, la statuette appartenait à Joseph Brunner, un marchand d'art new yorkais en 1931. Elle est acquise en 1948 par un couple de collectionneurs, Alastair Bradley Martin et son épouse Edith Park Martin, new-yorkais également, et conservée au Brooklyn Museum. Les Martin achetaient alors de nombreux objets d'arts premiers d'Afrique, d'Asie ou d'Amérique. Leur collection nommée « collection Guennol » tient son nom du gallois. L'ancienne propriété des Martin où elle se trouvait se nommait Glen Head, un nom gallois. Guennol (prononcé Gwen-ol) signifie Martin dans cette langue. La statuette a été vendue 57,7 millions de dollars (près de 39 millions d'euros) chez Sotheby's à New York le 5 décembre 2007 à un amateur britannique, prix le plus élevé jamais atteint pour une sculpture ancienne. La somme financera les œuvres caritatives des Martin.

### Sources et bibliographie
- (en) Joan Aruz, et al., Art of the First Cities: The Third Millennium B.C. from the Mediterranean to the Indus, catalogue de l'exposition, The Metropolitan Museum of Art, New York, 2003, p. 42-44 et 105-107.
- (en) Richard L. Zettler et Lee Horne, Treasures from the Royal Tombs of Ur, catalogue de l'exposition, University of Pennsylvania Museum, Philadelphie, 1998, p. 53-57.